# Aplidiopsis pyriformis
Aplidiopsis pyriformis är en sjöpungsart som först beskrevs av William Abbott Herdman 1886.  Aplidiopsis pyriformis ingår i släktet Aplidiopsis och familjen klumpsjöpungar. Inga underarter finns listade i Catalogue of Life.